# Nelson Chelle
Nelson Rubens Chelle Naddeo, né le 18 mai 1931, à Paysandú, en Uruguay, décédé le 17 décembre 2001, est un ancien joueur uruguayen de basket-ball.

## Palmarès
- 3e des Jeux olympiques 1956
- Champion d'Amérique du Sud 1955
- Finaliste du championnat d'Amérique du Sud 1958